# Pabongka Decsen Nyingpo
Pabongka Decsen Nyingpo  (tibeti: ཕ་བོང་ཁ་པ་བདེ་ཆེན་སྙིང་པོ, wylie: pha bong kha pa bde csen sznying po -  1878–1941) a 20. század első felének legjelentősebb gelug lámája. A tibeti buddhizmus modern időszakában a gese tudományos fokozatot a lhászai Szera Dzsej Egyházi Egyetemen szerezte, majt jelentős tanítóvá vált Tibetben. Pabongkha számára felajánlották, hogy legyen a dalai láma (Tendzin Gyaco) régense, amelyet azonban visszautasított, ugyanis távol kívánt maradni minden politikai feladattól. Mindamellett sok jelentős tibeti tanító gyökérguruja és tanítója volt - köztük a jelenlegi dalai lámáé is.
Pabongka gyökérguruja Dagpo láma rinpocse Dzsampel Lhündrub Gyaco volt. Legfőbb gyakorlata a bódhicsitta fejlesztése és Avalókitésvara imádata volt. Éjszakánként 50 000-szer recitálta az om mani padme hum mantrát. Pabongka tíz éven át tanult gurujától, közben barlangokban meditált, távol a világi élettől. Szerzetesként önmegtartóztató életet folytatott, kerülve a fényűzést, a komfortot és a politikát.
Pabongka volt az első gelug tanító, aki a kolostoron kívül is adott tanításokat a világi emberek számára.
Miután Pabongka meghalt, építettek egy díszes ereklyetartót, amelyet a kínaiak elpusztítottak. Rilbur rinpocsének sikerült megszereznie Pabongka hamvainak egy részét, amelyet ma általában a Szera kolostorban tartanak.